# バスケットボール中華人民共和国代表
バスケットボール中華人民共和国代表（バスケットボールちゅうかじんみんきょうわこくだいひょう、China national basketball team）は、中国バスケットボール協会（2017年3月までは中国バスケットボール管理センター）によって編成されるバスケットボールのナショナルチームである。
1949年までの中華民国代表の詳細はバスケットボールチャイニーズタイペイ代表を参照。

## 歴史
1912年に成立した中華民国では1917年にナショナルチームが結成され、1936年に国際バスケットボール連盟（FIBA）に加盟し、同年のベルリン五輪に参加していた。
第二次世界大戦後の国共内戦の結果、1949年に中華民国政府が台湾に去った後の大陸本土に新国家中華人民共和国が建国され、中華人民共和国代表チームが発足したが、FIBAが大陸本土と台湾の二つの中国を承認していたことを不服として、1958年にFIBAから脱退し国際大会より遠ざかっていた。1974年、FIBAに復帰すると、アジア選手権で1975年大会から2005年大会までの16大会中14大会で優勝を達成し、アジアバスケットボールの雄として君臨。
1979年には中国がIOCに加盟。1980年モスクワオリンピックはボイコットにより不参加だったものの、それ以降はオリンピック及び世界選手権への出場も重ねている。
1996年アトランタオリンピックでは、アルゼンチンとアンゴラを破って予選リーグを突破した。
2004年アテネオリンピックでは、2002年世界選手権優勝のセルビア・モンテネグロを破って予選リーグを突破した
2006年世界選手権ではアジア勢唯一の決勝トーナメント進出を果たした。
2007年アジア選手権は10位となったが、これは2008年北京オリンピック出場権を開催国枠で得ており、U23代表チームを派遣したためである。北京オリンピックではドイツとアンゴラを破って予選リーグを突破し、前回大会と同じ8位となった。
2011年アジア選手権で15度目の優勝を達成し、ロンドンオリンピック出場権を獲得。姚明が抜け、易建聯がエースとなって挑んだ2012年ロンドンオリンピックでは、主力の怪我もあり20年ぶりに1勝もできずに大会を去ることとなった。
2013年アジア選手権では準々決勝でチャイニーズ・タイペイ相手に78-96で大敗して1998年大会以来4大会ぶりにワールドカップ（旧世界選手権）の出場権獲得に失敗した。
2014年アジア大会は、5位。
自国開催の2015年アジア選手権は1次ラウンドから決勝まで全勝で16度目の優勝を達成し、リオデジャネイロオリンピック出場権を獲得した。大会MVPに易建聯、オールファイブには易建聯、周琦、郭愛倫が選出された。
リオ五輪は、ロンドン大会に引き続き未勝利で敗退した。
2017年FIBAアジアカップは、グループステージでフィリピン相手に敗れるもイラクとカタール相手に勝利グループステージ突破を決める。準々決勝進出決定戦ではシリア相手に勝利し準々決勝進出を決める。準々決勝ではオーストラリア相手に敗れ順位(5位～8位)決定戦に回ることとなった。順位決定戦ではヨルダンとレバノン相手に勝利し5位となった。
2018年アジア大会は、決勝でイラン相手に勝利し金メダル。
自国開催の2019年ワールドカップは1次ラウンド初戦のコートジボワール戦と順位決定戦の韓国戦で勝利して通算2勝3敗で大会を終えた。2020東京オリンピックからアジアカップ（旧アジア選手権）はオリンピックの予選大会ではなくなっており、ワールドカップ最終順位でアジア最上位国に出場権が与えられることとなっていたが、中国は通算成績で並んだイランを得失点差で上回ることができず、ワールドカップでの東京オリンピック出場権を逃した。その後開催された東京オリンピック予選も敗退し、オリンピックの連続出場が9大会で途切れた。
2022年FIBAアジアカップは、グループステージ初戦の韓国戦で敗れるもチャイニーズ・タイペイとバーレーン相手に勝利しグループステージ突破を決めた。準々決勝進出決定戦では開催国のインドネシア相手に勝利し準々決勝進出を決めた。準々決勝ではレバノンとの対戦となったが、69-72のスコアで敗れた。大会最終順位は8位。大会のオールチームに周琦が選出された。
2024年パリオリンピックの出場権も兼ねた2023年ワールドカップは、カイル・アンダーソンを帰化選手としてチームに加えたが1勝4敗という成績だった。2大会連続でオリンピック出場を逃した。ワールドカップ終了後に行われた2022年アジア大会は、3位決定戦でチャイニーズ・タイペイ相手に勝利し銅メダル。
2025年FIBAアジアカップは、グループステージを全勝で突破する。準々決勝では韓国相手に79-71のスコアで勝利し準決勝進出を決めた。準決勝ではニュージーランドとの対戦となったが、98-84のスコアで勝利し2015年以来となるアジアカップでの決勝戦進出を決めた。決勝戦ではオーストラリアとの対戦となったが、3Q終了時点ではリードしていたものの最終的に89-90のスコアで惜しくも敗れ準優勝。大会のオールスターファイブに胡金秋と王俊傑が選出された。

## 主な国際大会成績

### 夏季オリンピック
| 年     | 順位 | 勝 | 敗 |
| ------ | ---- | -- | -- |
| 1984年 | 10位 | 2  | 5  |
| 1988年 | 11位 | 2  | 5  |
| 1992年 | 12位 | 0  | 7  |
| 1996年 | 8位  | 2  | 6  |
| 2000年 | 10位 | 2  | 4  |
| 2004年 | 8位  | 2  | 4  |
| 2008年 | 8位  | 2  | 4  |
| 2012年 | 12位 | 0  | 5  |
| 2016年 | 12位 | 0  | 5  |
| 合計   | –    | 12 | 45 |

### FIBAバスケットボール・ワールドカップ
2019年大会より出場国数が24から32に増加
- 1978年 － 11位
- 1982年 － 12位
- 1986年 － 9位
- 1990年 － 14位
- 1994年 － 8位
- 2002年 － 12位
- 2006年 － 15位
- 2010年 － 16位
- 2019年 － 24位
- 2023年 － 29位

### アジア選手権
- 1975年 － 優勝
- 1977年 － 優勝
- 1979年 － 優勝
- 1981年 － 優勝
- 1983年 － 優勝
- 1985年 － 3位
- 1987年 － 優勝
- 1989年 － 優勝
- 1991年 － 優勝
- 1993年 － 優勝

- 1995年 － 優勝
- 1997年 － 3位
- 1999年 － 優勝
- 2001年 － 優勝
- 2003年 － 優勝
- 2005年 － 優勝
- 2007年 － 10位
- 2009年 － 準優勝
- 2011年 － 優勝
- 2013年 － 5位
- 2015年 － 優勝

### アジア大会
- 1974年 － 3位
- 1978年 － 優勝
- 1982年 － 準優勝
- 1986年 － 優勝
- 1990年 － 優勝
- 1994年 － 優勝
- 1998年 － 優勝
- 2002年 － 準優勝
- 2006年 － 優勝
- 2010年 － 優勝
- 2014年 － 5位

## 現在の代表選手
2025年FIBAアジアカップのロスター
- 高詩岩
- 胡明軒
- 廖三宁
- 程帥澎
- 趙睿
- 王俊杰
- 余嘉豪
- 趙家義
- 胡金秋
- 朱俊竜
- 李祥波
- 雷蒙

## 歴代代表選手
- 巴特爾
- 張松涛
- 莫科

## 関連語句
- バスケットボール女子中華人民共和国代表